# Рајри (Ајдахо)
Рајри (енгл. Ririe) град је у америчкој савезној држави Ајдахо.

## Демографија
По попису из 2010. године број становника је 656, што је 111 (20,4%) становника више него 2000. године.
| Група             | 2000.       | 2010.       |
| Белци             | 490 (89,9%) | 556 (84,8%) |
| Афроамериканци    | 0 (0,0%)    | 0 (0,0%)    |
| Азијати           | 0 (0,0%)    | 0 (0,0%)    |
| Хиспаноамериканци | 47 (8,6%)   | 90 (13,7%)  |
| Укупно            | 545         | 656         |